# Montserrat Diez
Montserrat Teresa Diez Hueso (Bilbao, 1966- Palma de Mallorca, 17 de julio de 2017) fue una fotógrafa española.

## Biografía
Diez comenzó su formación artística en la Escuela de Artes y Oficios de Logroño y se especializó en fotografía en la Escuela de Artes y Oficios de Palma. A mediados de la década de los noventa, después de hacer prácticas en Última Hora, trabajó para La Voz de Baleares, Palma Kurier y para diferentes publicaciones, agencias y empresas. En 1999, comienza a colaborar con la delegación balear de la Agencia EFE y fue fotógrafa titular durante casi quince años. Cubrió eventos tan importantes en las Baleares como como las visitas anuales de los Reyes de España, la instrucción del caso Nóos o la Copa del Rey de Vela.
En sus últimos años compaginó su actividad como reportera con la docencia de la fotografía en el colegio mallorquín Lluís Vives. En 2011, obtuvo el segundo puesto del 3º Premio de Fotoperiodismo de las Baleares por su trabajo fotográfico sobre los comercios tradicionales del barrio de Santa Catalina de Palma.
A principios de 2016, se le detectó un cáncer que la apartó de la profesión. Moriría un año más tarde en el Hospital General de Palma.